# Belt
Belt – miasto w Stanach Zjednoczonych, w stanie Montana, w hrabstwie Cascade.